# Coupe internationale 1931-1932
Navigation
Édition précédente Édition suivante
La Coupe internationale 1931-1932 est la deuxième édition de la Coupe internationale, tournoi opposant les équipes de cinq nations : l'Autriche, la Hongrie, l'Italie, la Suisse et la Tchécoslovaquie. La compétition se déroule de février 1931 à octobre 1932. L'équipe d'Autriche de football remporte pour la première fois la Coupe internationale.
Parallèlement à ce tournoi, une compétition similaire impliquant d'autres pays et réservée aux joueurs amateurs se déroule de 1931 à 1934. Elle est remportée par la Roumanie.

## Compétition
| Rang | Équipe          | Pts | J | G | N | P | Bp | Bc | Diff |  | Résultats (▼ dom., ► ext.) |     |     |     |     |     |
| ---- | --------------- | --- | - | - | - | - | -- | -- | ---- |  | -------------------------- | --- | --- | --- | --- | --- |
| 1    | Autriche        | 11  | 8 | 4 | 3 | 1 | 19 | 9  | +10  |  | Autriche                   |     | 2-1 | 0-0 | 2-1 | 3-1 |
| 2    | Italie          | 9   | 8 | 3 | 3 | 2 | 14 | 11 | +3   |  | Italie                     | 2-1 |     | 3-2 | 2-2 | 3-0 |
| 3    | Hongrie         | 8   | 8 | 2 | 4 | 2 | 17 | 15 | +2   |  | Hongrie                    | 2-2 | 1-1 |     | 2-1 | 6-2 |
| 4    | Tchécoslovaquie | 7   | 8 | 2 | 3 | 3 | 18 | 19 | -1   |  | Tchécoslovaquie            | 1-1 | 2-1 | 3-3 |     | 7-3 |
| 5    | Suisse          | 5   | 8 | 2 | 1 | 5 | 16 | 30 | -14  |  | Suisse                     | 1-8 | 1-1 | 3-1 | 5-1 |     |

## Équipe championne
Josef Adelbrecht,
Josef Blum,
Georg Braun,
Leopold Facco,
Friedrich Franzl,
Karl Gall (en),
Friedrich Gschweidl,
Rudolf Hiden,
Henri Hiltl,
Leopold Hofmann,
Hans Horvath,
Anton Janda,
Johann Klima,
Johann Luef,
Johann Mock,
Heinrich Müller,
Walter Nausch,
Peter Platzer,
Karl Rainer,
Anton Schall,
Karl Schott,
Roman Schramseis,
Karl Sesta,
Ignaz Sigl,
Matthias Sindelar,
Josef Smistik,
Karl Szoldatics,
Gustav Tögel,
Adolf Vogl,
Johann Walzhofer,
Karl Zischek

## Meilleurs buteurs
| Rang | Joueur            | Équipe          | Nombre de buts |
| ---- | ----------------- | --------------- | -------------- |
| 1    | István Avar       | Hongrie         | 8              |
| 2    | František Svoboda | Tchécoslovaquie | 7              |
| 3    | André Abegglen    | Suisse          | 6              |
| 4    | Anton Schall      | Autriche        | 5              |
| 5    | Max Abegglen      | Suisse          | 4              |
| 5    | Matthias Sindelar | Autriche        | 4              |